# فن وعمارة تشولا

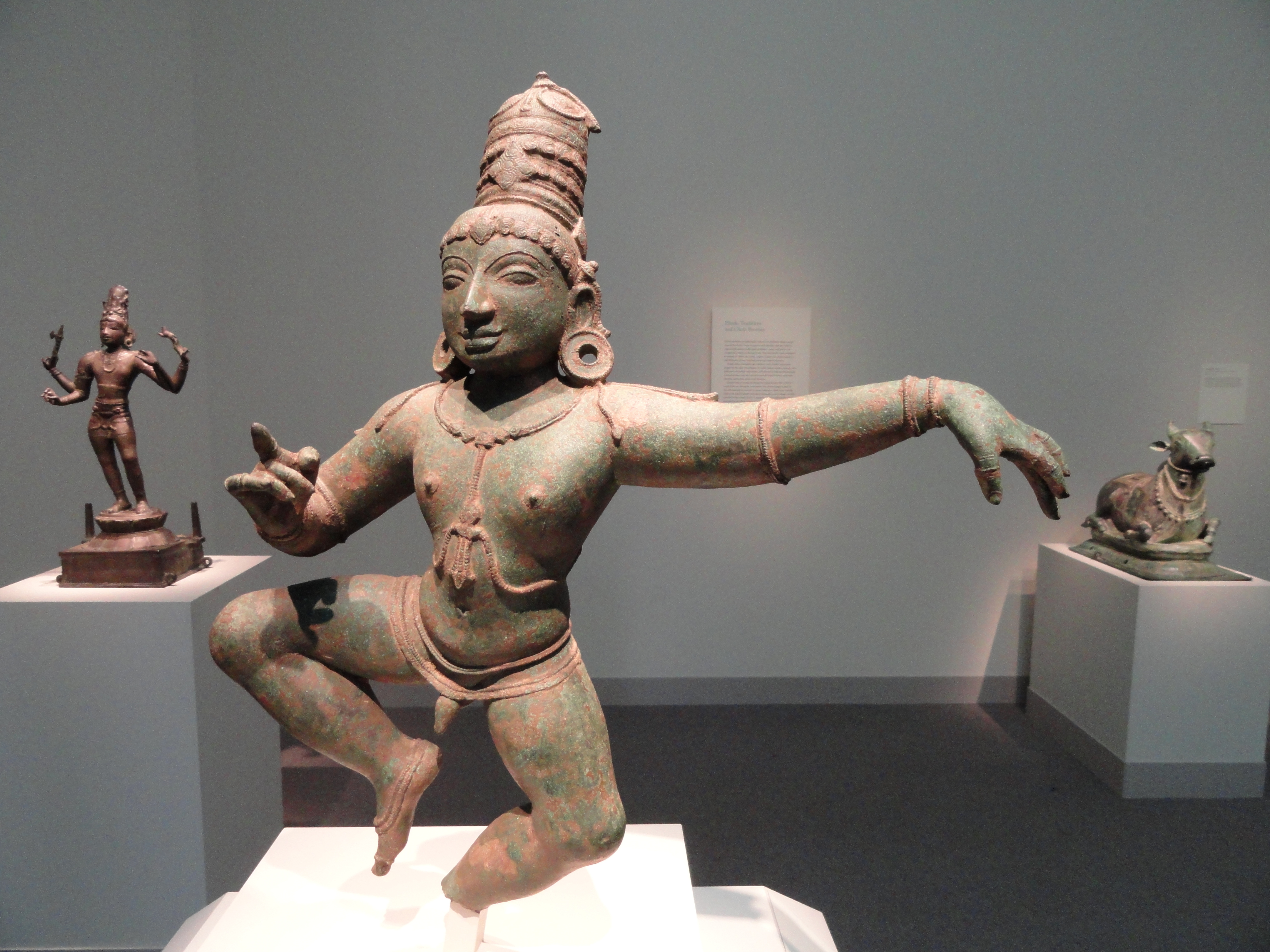

كانت فترة إمبراطورية تشولا (نحو 850-1250 م) في جنوب الهند عصرًا من التحسين والصقل المستمرين للفن والعمارة الدرفيدية. استخدموا الثروة المكتسبة من غزواتهم الواسعة في بناء معابد حجرية دامت طويلًا ومنحوتات برونزية رائعة، في بيئة ثقافية هندوسية حصرًا تقريبًا.
بنى حكام تشولا معابدهم بالطريقة التقليدية لسلالة بالافا، الذين تأثروا بمدرسة أمارافاتي للعمارة. استمد فنانو وحرفيو تشولا تأثيراتهم أيضًا من المدارس الفنية والمعمارية المعاصرة لهم، وارتقوا بتصميم المعابد الدرفيدية إلى آفاق أعلى. بنى ملوك تشولا العديد من المعابد في جميع أنحاء مملكتهم، والتي ضمت عادةً سهول ووسط وشمال ولاية تاميل نادو، وتاميل نادو بأكملها أحيانًا وكذلك الأجزاء المجاورة من ولايتي كارناتاكا وأندرا برديش الحديثتين. يمكن ملاحظة ثلاث مراحل رئيسية تقريبًا في تطور معمارية معابد تشولا، تبدأ المرحلة الأولى من فترة حكم فيجايالايا تشولا وتستمر حتى حكم سوندارا تشولا، وتمتد المرحلة الوسطى من حكم راجاراجا تشولا حتى حكم راجندرا تشولا، وقد وصلت إنجازاتها إلى مرحلة لم تصل إليها مسبقًا أو لاحقًا، تمتد المرحلة الأخيرة خلال فترة تشالوكيا تشولا منذ حكم كولوتونغا تشولا الأول حتى زوال إمبراطورية تشولا.
بنى حكام تشولا بالإضافة إلى معابدهم العديد من المباني مثل المستشفيات ومباني المرافق العامة والقصور. ذكرت العديد من هذه المباني في نقوشهم وفي الروايات المعاصرة لهم. مثل القصر الذهبي الذي يفترض أن أديتيا كاريكالا بناه لوالده سوندارا تشولا. ولكن، بُنيت هذه المباني من مواد سريعة التلف مثل الأخشاب والطوب المحروق ولم تنجو من عوامل التلف الزمنية.

## حقبة تشولا المبكرة
كانت سلالة بالافا أول سلالة معروفة في جنوب الهند تفرط في سعيها وراء الابتكارات المعمارية. يُحتمل أن تكون هذه الفترة هي أصل عمارة المعابد الدرفيدية في تاميل نادو. تطورت عمارة المعابد من معابد الكهوف المبكرة ومعابد مامالابورام المونوليثية إلى معابد كايلاساناثا وفايكونتابرومال في كانشيبورام. ذكر نيلاكانتا ساستري في كتابه تاريخ جنوب الهند، أن هذا النمط المعماري شكل الأساس الذي أخذت منه سلالة تشولا، التي كانت على اتصال وثيق مع سلالة بالافا خلال فترات انحدارها، بعض الدروس القيّمة.
بنى حكام تشولا الأوائل العديد من المعابد. كان أديتيا الأول وبارانتكا الأول بنائين غزيرا الإنتاج لما يتعلق بإيمانهم. سجلت نقوش أديتيا الأولى بنائه عددًا من المعابد على طول ضفاف نهر كافيري. كانت هذه المعابد أصغر بكثير مقارنة بالمباني الكبيرة الضخمة لحكام تشولا اللاحقين ويُرجح أنها بُنيبت من الطوب وليس من الحجارة.
يعد فيجايالا تشوليشوارم الموجود بالقرب من بودوكوتاي في ولاية تاميل نادو مثالًا على مبنى تشولا مبكر باقي. يُظهر طراز هذا البناء تأثيرات البالافا في التصميم بوضوح. ويملك تنسيق استثنائي لغرابا غريها دائري (حيث يقيم الإله) داخل براكارا، ممر طواف، مربع. يرتفع فوقهما برج الفيمانا أو البرج المؤلف من أربعة طوابق متناقصة، الثلاثة السفلية منها مربعة والقمة دائرية. يفصل كل مستوى عن المستوى التالي بزخارف. وتعلو المبنى بأكمله قبة يعلوها بدورها حجر كلاسا. يمكن رؤية آثار باهتة للغاية للوحات بالداخل على الجدران. تعود هذه اللوحات إلى ما بعد القرن السابع عشر. ويعود معبد ناغيشوارا الصغير في كومباكونام أيضا إلى نفس الفترة.
يعتبر معبد كورانجاناثا في سرينيفاسانالور بالقرب من هرابالي مثالًا من فترة بارانتاكا الأول. يقع هذا المعبد على ضفاف نهر كافري، ويُعد معبد صغير يحتوي منحوتات جميلة على كل السطوح. تحتوي قاعدة الحائط على صف من الحيوانات الأسطورية المنحوتة التي كانت سمة فريدة من سمات عمارة تشولا. بُني الطابق الأول من الآجر المجصص.
بنى الإقطاعي بارانتاكا تشولا الثاني معبد موفاركوفيل في منطقة بودوكوتاي خلال النصف الثاني من القرن العاشر. كما يشير الاسم، يضم مجمع المعابد ثلاثة أضرحة رئيسية تقوم جنبًا إلى جنب، على طول الاتجاه الشمالي الجنوبي، مواجهةً الغرب. بقي اثنان فقط من هذه الأبراج الثلاثة وهما البرجين الأوسط والجنوبي. وبقي من الضريح الثالث أو الشمالي القبو فقط. يُظهر الأسلوب المعماري لهذه الأضرحة توافقًا واضحًا مع معابد تشولا اللاحقة.